# Hombre de Urfa
El hombre de Urfa, también conocido como el gigante de Balıklıgöl, es una antiquísima estatua antropomorfa encontrada en las excavaciones de Balıklıgöl cerca de Urfa, en el área geográfica de la Mesopotamia superior, en el sureste de la moderna Turquía. Está datado hacia aprox. 9000 a. C. durante el periodo del Neolítico precerámico, y está considerado como "la escultura humana naturalista de gran tamaño más antigua encontrada". Es coetáneo de otros sitios destacados como Göbekli Tepe (Neolítico precerámico A/B) y Nevalı Çori (Neolítico precerámico B).

## Descubrimiento
La estatua fue encontrada durante un trabajo de construcción, y la ubicación exacta del hallazgo no ha sido correctamente registrada, pero probablemente procede del cercano yacimiento neolítico precerámico de Urfa Yeni-Yol. No está lejos de otros conocidos asentamientos neolíticos precerámicos de las inmediaciones de Urfa: Göbekli Tepe (aproximadamente a 10 kilómetros), y Gürcütepe. Fue descubierto en 1993 en la calle Yeni Yol en Balıklıgöl, en la misma ubicación donde un asentamiento neolítico precerámico fue investigado desde 1997.
La estatua mide 1,80 m de altura. Los ojos están representados por un par de agujeros profundos, en que fueron incrustados fragmentos de obsidiana negra. Presenta un relieve en forma de V que lo mismo puede representar el cuello de una prenda que un collar. Las manos están unidas delante, sujetando los genitales. La parte inferior es simplemente una prolongación en U, que originalmente estaría metida en un nicho excavado para mantenerla erguida. Parece no tener boca, pero con cierta luz incidiendo en la superficie se aprecia el rastro de una boca abierta mostrando dientes afilados. La estatua data de alrededor del 9.000 a. C., y es a menudo reclamada como la estatua conservada más antigua del mundo.

## Contexto
Antes del Hombre de Urfa, numerosas estatuillas pequeñas se recuperaron del Paleolítico superior, como el Hombre león (c.40.000 a. C.), la Venus de Dolní Věstonice (c.30.000 a. C.), la Venus de Willendorf (c.25.000 a. C.) o la realista Venus de Brassempouy (c.25.000 a. C.).
Ligeramente posteriores al Hombre de Urfa, otras estatuas antropomórficas del neolítico precerámico se conocen en el Levante mediterráneo, como las estatuas de Ain Ghazal.

## Detalles

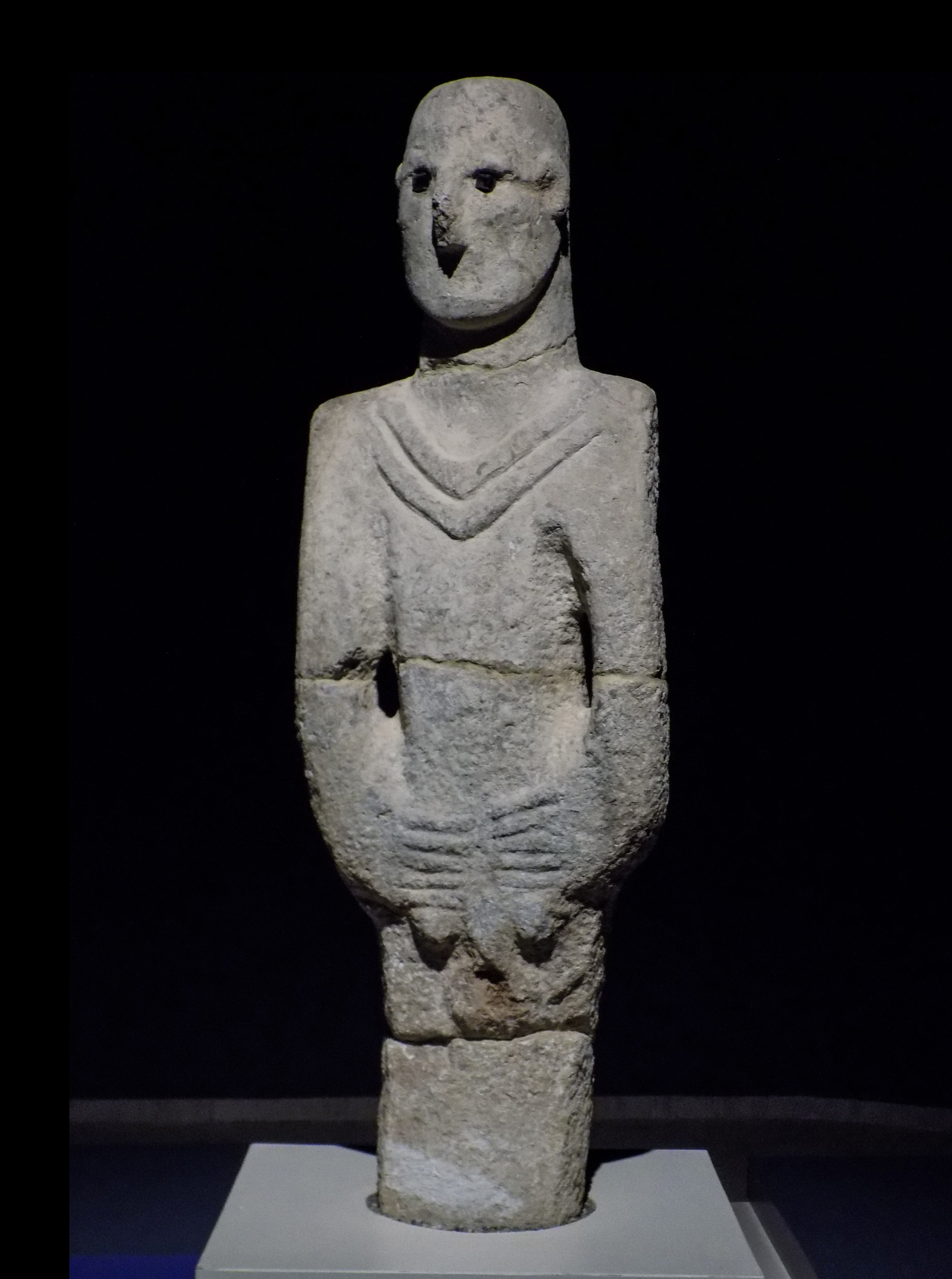
La estatua expuesta en el Museo Arqueológico de Sanliurfa.
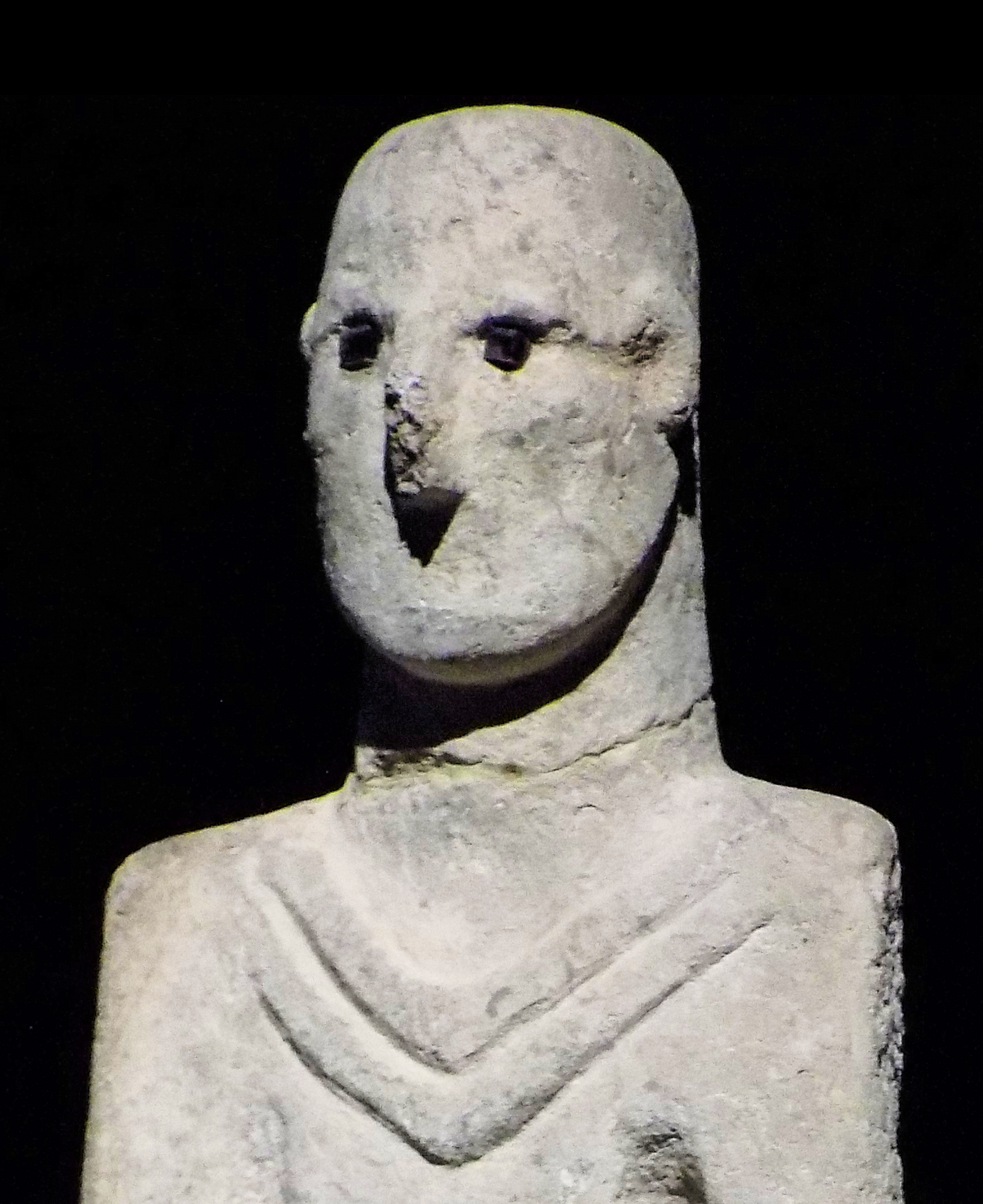
Hombre de Urfa, con piedras de obsidiana por ojos.